# Ларченко, Михаил Григорьевич
Михаил Григорьевич Ла́рченко (бел. Міхаіл Рыгоравіч Ларчанка; псевдонимы — Міхась Вісажар, М. Л., М. Святланін, М. Чабор; 14 ноября 1907, д. Хворостяны, Славгородский район, Могилёвская область— 31 июля 1981, Минск) — белорусский советский литературовед, критик, педагог. Доктор филологических наук (1956), профессор (1957). Заслуженный деятель науки Белорусской ССР (1977). Член Союза писателей СССР (1939).

## Биография
Родился 14 ноября 1907 года в крестьянской семье в деревне Хворостяны Славгородского района Могилёвской области Белорусской ССР. Учился в Княжицкой школе крестьянской молодежи Могилёвского района, затем — в Могилёвском белорусском педагогическом техникуме. В 1929 году поступил на литературно-лингвистическое отделение педагогического факультета Белорусского государственного университета (в 1931 году педагогический факультет был преобразован в Высший педагогический институт). В 1932 году досрочно его окончил. В 1935 году окончил аспирантуру при Академии наук Белорусской ССР, в 1936 году защитил кандидатскую диссертацию (Академии наук Белорусской ССР; «Лірыка Якуба Коласа»).
В 1935—1941 годы — сотрудник Института литературы и искусства Академии наук Белорусской ССР.
Во время Великой Отечественной войны участвовал в боях на Брянском фронте, летом 1942 года был тяжело ранен.
С 1943 года — заведующий кафедрой (до 1952) и декан (1943—1946) филологического факультета Белорусского государственного университета. В 1952—1955 годах — докторант Института мировой литературы Академии наук СССР, в 1955—1971 годах — заведующий кафедрой белорусской литературы и одновременно декан (1955—1965) филологического факультета Белорусского государственного университета и сотрудник Института языка, литературы и искусства Академии наук Белорусской ССР (1944—1952).
Умер 31 июля 1981 года в Минске. Похоронен на Северном кладбище в Минске.

## Научная деятельность
В 1930 году дебютировал как поэт. Первые критические и литературоведческие публикации появились в 1932 году (статья, посвященная Витебскому филиалу белорусского литературного отделения «Маладняк»; напечатано в газете «Віцебскі пралетарый»). Изучал историю развития в белорусском литературном процессе XIX — начала XX в. реалистического направления, литературные взаимосвязи в славянских культурах. Исследователь творчества Ф. К. Богушевича, Я. Купалы, Я. Коласа, М. Богдановича, старобелорусской литературы и фольклора.
Как критик и литературовед выступил в 1932 году. Вышла монография белор. «На шляхах да рэалізму» (1958),  белор.«Па шляху рэалізму» (1959),  белор.«Сувязі беларускай літаратуры з літаратурамі суседніх славянскіх народаў у другой палове XIX ст.» (1958),  белор. «Жывая спадчына» (1977), сборники литературоведческих работ  белор. «Славянская супольнасць» (1963),  белор. «Яднанне братніх літаратур» (1974),  белор.«Літаратурнае пабрацімства славян» (1984), а таксжебраоуюы  белор.«Творчасць М.Багдановіча» (1949),  белор. « А. М. Горкі і беларуская літаратура» (1951),  белор.«Гогалеўскія традыцыі ў беларускай літаратуры» (1952).
Составитель хрестоматии для средней школы белор. «Беларуская літаратура» (1945), один из авторов пособий для ВУЗ  белор. «Нарысы па гісторыі беларускай літаратуры» (1956), белор. «Беларуская вуснапаэтычная творчасць» (1966), белор.«Старажытная беларуская літаратура» (1968), белор.«Беларуская народна-паэтычная творчасць» (1979),  сборника  белор.  «Народныя песняры : да 90-годдзя з дня нараджэння Я. Купалы і Я. Коласа : зборнік артыкулаў» (1972), брошюр  белор.  «Творчасць М. Багдановіча» (1949),  белор.  «А. М. Горкі і беларуская літаратура» (1951),  белор.  «Гогалеўскія традыцыі ў беларускай літаратуры» (1952)..

## Награды
Награждался орденом Отечественной войны II степени, медалями, Почётной грамотой Президиума Верховного Савета Белорусской ССР.